# Bicyclus elishiae
Bicyclus elishiae je leptir iz porodice šarenaca. Živi u Gabonu, jugoistočnom Kamerunu i jugozapadnim dijelovima Republike Kongo.
Raspon krila je 23 mm. Krila su toplo smeđa s prizvukom ljubičastog sjaja. Na prednjem se krilu nalazi mali, ali dobro razvijeno "oko", s uskim narančastim rubom.

## Etimologija
Vrsta je dobila ime u čast Eli Harji, partnerici prvog autora.